# أب السماء

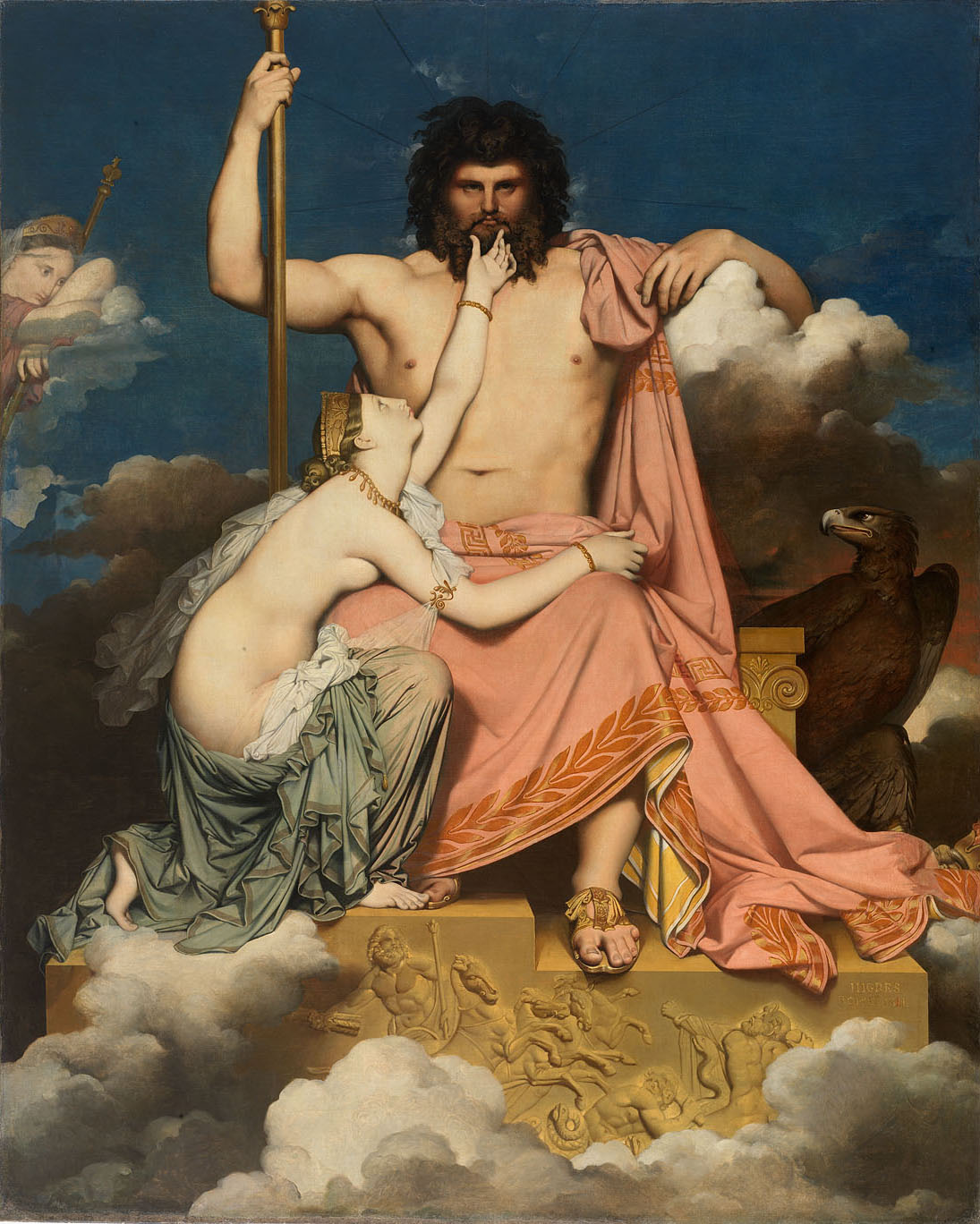
يوبيتر، إله السماء في الأساطير الرومانية القديمة بصحبة قريبته ثيتيس

أب السماء أو إله السماء هو رمز متكرر في الأساطير أو الميثولوجيا في جميع أنحاء العالم. ويُعد أب السماء هو النصف المكمل لربة الأرض ويظهر في بعض أساطير الخلق التي ينتمي معظمها للثقافات الهندية الأوروبية أو ثقافات الشرق الأدنى القديمة. في حين تروي الثقافات الأخرى مجموعةً مختلفةً من الأساطير، ففي الميثولوجيا المصرية مثلًا تظهر ربة السماء أو الأم السماوية وإله الزرع الأرضي وهو إله يموت ثم يُبعث من جديد. ويُعد إله السماء معبودًا شمسيًّا أيضًا، وهو معبود يرتبط بالشمس، بينما توجد ربة للشمس في ديانة الـشنتو اليابانية، كما يظهر رمز إله السماء في الديانة التركية القديمة.

## تطور المفهوم
من المعتقدات النسوية غير المثبتة بدليل أنَّ عبادة «إله» السماء من السمات المميزة لقبائل الرُّحّل، في حين ارتبطت عبادة «ربة» السماء بالشعوب التي اعتمدت على الزراعة، وقد انتشرت هذه الآراء حول الديانات المقارنة في أواخر القرن التاسع عشر، كامتدادٍ للفكر الذي بدأه كلٌ من فريدرخ انغلز وجيه جيه باتشوفين، وقد تلقى هذا الفكر دعمًا أدبيًّا كبيرًا بصدور كتاب الغصن الذهبي (The Golden Bough) بقلم السير جيمس فريزر، ووفقًا لهذه الآراء، فقد اجتاحت قبائل الرُّحّل عسكريًا المجتمعات الزراعية واستبدلوا المعبودات المؤنثة بآلهتهم الذكورية، ويُعتقد أنه خلال عمليات الاجتياح هذه حطَّ الغزاة من شأن التماثيل النسائية وقاموا باستبدال النظام الأمومي بالنظام الأبوي، حيث كان من المتصور أن هذه التغيرات الدينية عكست هذا التحول في مكانة الجنسين، وارتبطت منظومة المعتقدات هذه باكتشاف اللغات الهندية الأوروبية، فقد كان من المتخيل أن الغزو العسكري الكامن وراء هذا النموذج ساهم في نشر تلك اللغات، حيث كان إله السماء خير معبرٍ عن المفهوم الثقافي للشعوب الهندية الأوروبية، وقد كانت كلمة آرية مرادفًا لمصطلح الهندية الأوروبية وقتذاك. ومن المؤكد علميا وحسب الآثار التي وجدت للحضارات القديمة في كل مكان في العالم مثل آثار الحضارة الفرعونية والبابلية والهندية والرومانية وغيرها أن كل شعوب العالم القديمة سواء القبلية أو الزراعية أو الحضرية كانت تمتلك آلهة ذكور وآلهة إناث في ذات الوقت ولا توجد مجتمعات تقتصر فيها العبادة على آلهة ذكور فقط أو إناث فقط ودائما الآلهة الذكور تكون أهم من الآلهة الإناث.
وتأتي أول إشارةٍ لمفهوم ديوش بيتا (إله السماء بالهندية) أو مفهوم ربة الأرض أو الأرض الأم في الريجفدا وهي واحدة من النصوص الهندوسية المقدسة التي يرجع تاريخها إلى ما بين عام 1700 إلى عام 1100 قبل الميلاد، وتُعد هذه النصوص واحدة من أقدم المؤلفات التي كُتِبَت بأي من اللغات الهندية الأوروبية، ويمكن ترجمة الترتيلة رقم 4، التسبيحة 89 من الكتاب الأول من الريجفدا على النحو التالي:

أيتها الأرض الأم والسماء الأب أحلا علينا التأثير المهدئ لحياة النبات عن طريق الرياح، ودعي الأحجار التي تطحن الأعشاب تفعل المثل أيضًا، أيها التوأمان أشوين تقبلا صلواتنا من أجل هذا.

إن التوأمين أشوين هما ابنا الإله سوريا إله الشمس، ويتم تمثيلهما في صورة راكبي العجلة الحربية وهما يبتهلان ويناشدا الطبيعة نفسها بأن تغذي بني البشر، وعادةً ما تتم الإشارة إلى الإله القديم للترك «تينجري» أو «تانجرا» باسم «كوك تينجري» بمعنى إله السماء الأمر الذي يؤدي في النهاية إلى المعنى ذاته للأب السماوي.